# Леопард Рок (хотел)
Хотел Леопард Рок (Leopard Rock) се налази на планини Вумба у Источним Планинама двадесетак километара од града Мутареа. 
Хотел са 20 соба је саграђен 1943 у стилу француских двораца-замака (French chateaux) заједно са голф тереном од 9 рупа.
Енглеска краљица Елизабета је 1953 изјавила „Нигде није лепше у Африци.." ("There is nowhere more beautiful in Africa...") док је гледала предивну панораму са терасе хотела.
Хотел је приивремено затворен по стицању независности Зимбабвеа због кризе са горивом. Почетком деведесетих хотел је променио власника. Нови власник је проширио хотел на 58 соба и додао је тениске терене, терен за боћање, терен за сквош и касино. Голф терен је у потпуности реновиран и проширен на 18 рупа тако да је сада један од наживописнијих терена у Африци.